# Here Comes Garfield
Here Comes Garfield (Hier komt Garfield) was de eerste televisie special gebaseerd op de strip Garfield. De special betekende dan ook Garfields debuut op televisie.

## Algemeen
De special duurde 30 minuten. Voor de stem van Garfield werd acteur Lorenzo Music gevraagd. Hij zou Garfields stem blijven doen in de erop volgende televisiespecials en de televisieserie. In de Nederlandse nasynchronisatie werd de stem van Garfield ingesproken door Maarten Spanjer.
De special kwam uit in 1982 en werd genomineerd voor zeven Emmy Awards.

## Samenvatting
Garfield en Odie zijn buiten bezig de hond van een van de buren te plagen, waarop de eigenaar Hubert (ook uit de strip) het dierenasiel belt. Garfield kan nog vluchten, maar Odie is te dom om weg te rennen en wordt meegenomen. Garfield trekt zich er aanvankelijk niets van aan en gaat naar huis, totdat hij beseft hoe saai zijn leven zonder Odie is. Die nacht verlaat hij het huis om Odie te bevrijden. Hij wordt echter zelf ook gevangen en belandt in hetzelfde asiel als Odie. De volgende dag wordt Garfield door een meisje uitgekozen als huisdier. Wanneer de kooi wordt geopend leidt Garfield alle honden en katten naar buiten in een stormloop. Garfield en Odie maken van de gelegenheid gebruik om te vluchten en rennen terug naar huis waar ze bij aankomst door de voordeur heen breken.

## Stemacteurs
| Acteur        | Personage          |
| ------------- | ------------------ |
| Lorenzo Music | Garfield           |
| Sandy Kenyon  | Jon Arbuckle       |
| Henry Corden  | Hubert             |
| Hal Smith     | Reba & Skinny      |
| Hank Garrett  | Fast Eddy & Fluffy |
| Gregg Berger  | Odie & verkoper    |
| Angela Lee    | meisje             |

## Liedjes inHere Comes Garfield
- "Here Comes Garfield" door Lou Rawls
- "Long About Midnight" door Lou Rawls
- "So Long Old Friend" door Desiree Goyette
- "Together Again" door Desiree Goyette and Lou Rawls

Deze special is beschikbaar op de Garfield: As Himself DVD.